# Фернет-Бранка
Фернет-Бранка (итал. Fernet-Branca) — марка итальянского особо горького и крепкого травяного бальзама фернет, (категория наиболее горьких из итальянских биттеров — амаро); изобретён в 1845 году. Наиболее известный из итальянских биттеров.

## История
Производится в Милане с 1845 года (по некоторым источникам — с 1863). Создателем этого алкогольного напитка считется Бернардино Бранка. Рецепт также приписывали мифическому шведскому доктору Ферне, якобы прожившему благодаря своему бальзаму более ста лет. Первоначально рекламировался как лекарственное средство от холеры, желудочных заболеваний, нервных расстройств и других недугов.

## Производство
Выпускается фирмой Fratelli Branca Distillerie S.r.l. по сохраняющемуся в тайне семейному рецепту. Известно, что напиток настаивается на 27 различных травах: алоэ из Южной Африки, ревень из Китая, горечавка из Франции, галанда из Индии, ромашка из Италии, а также шафран, мирра и цветки бузины и других. Напиток созревает в течение года в дубовых бочках. Содержание алкоголя — от 35 % до 43 %. Ликер значительно менее сладок по сравнению с другими амаро. Компания выпускает также более сладкий ликёр со вкусом мяты Brancamenta.

## Потребление
Употребляется в качестве дижестива как в чистом виде, так и в коктейлях и со льдом.
В Аргентине, где Фернет-Бранка особенно популярен с начала XX века, часто употребляется с кока-колой.
В США пользуется особой популярностью в Сан-Франциско, где потребляется до трети всего импортированного в страну бальзама.